# Yngsjö
Yngsjö is een dorp in de gemeente Kristianstad in de provincie Skåne in Zweden. Het dorp heeft een inwoneraantal van 302 en een oppervlakte van 46 hectare (2010).
Yngsjö ligt aan de Oostzee en is bekend vanwege zijn stranden.
Yngsjö is ook bekend als plaats waar het mineraalwater Malmbergs Water vandaan komt, en ook vanwege de Yngsjö-moord die plaatsvond in 1889. Dit was de laatste doodstraf voor een vrouw uitgevoerd in Zweden.

## Verkeer en vervoer
Bij de plaats loopt de Länsväg 118.